# بلدة كولفاكس (مقاطعة ميكوستا)
كولفاكس، مقاطعة ميكوستا (بالإنجليزية: Colfax Township, Mecosta County, Michigan)‏ هي بلدة تقع بولاية ميشيغان في الولايات المتحدة. تبلغ مساحتها 92.7 (كم²)، وترتفع عن سطح البحر 330 م، بلغ عدد سكانها 1975 نسمة في عام تعداد الولايات المتحدة 2000 حسب إحصاء مكتب تعداد الولايات المتحدة وتصل الكثافة السكانية فيها 21.7 نسمة/كم2.

## وصلات خارجية
- The US50 - Cities and Towns in Michigan State
- Michigan Cities and Towns, Facts, Map, Flag, Colleges, Government, and More